# Rubus adenomallus
Rubus adenomallus är en rosväxtart som beskrevs av Wilhelm Olbers Focke. Rubus adenomallus ingår i släktet rubusar, och familjen rosväxter. Inga underarter finns listade i Catalogue of Life.